# Аццопарди, Николь
Николь Аццопарди (мальт. Nicole Azzopardi; род. 26 декабря 1996) — мальтийская певица.
Музыкальная карьера девочки началась в возрасте 7 лет, когда Николь представила Мальту на международном конкурсе. До этого она уже четыре раза принимала участие в национальных отборах «Евровидения».
4 сентября 2010 года Николь Аццопарди победила в национальном отборе Детского конкурса песни Евровидение 2010 с песней «Knock knock, boom boom», благодаря чему представляла Мальту в финале 20 ноября в Минске, где заняла 13-е место. После победы на национальном финале она получила возможность встретиться с президентом Мальты Джорджем Абелой.